# Cozola
Cozola is een geslacht van vlinders van de familie spinneruilen (Erebidae), uit de onderfamilie Lymantriinae.

## Soorten
- C. acroptera Collenette, 1947
- C. ateralbus Rothschild, 1915
- C. austriaca Semper, 1899
- C. collenettei Nieuwenhuis, 1947
- C. defecta Strand, 1923
- C. dolichoptera Collenette, 1947
- C. geometrica Semper, 1899
- C. halapa Collenette, 1932
- C. leucospila Walker, 1865
- C. leucospiloides Strand, 1918
- C. menadoensis Collenette, 1933
- C. paloe Collenette, 1947
- C. parentheta Collenette, 1947
- C. submarginata Walker, 1865
- C. subrana Moore, 1859
- C. xanthopera Hampson, 1897